# خرس‌نما
خرس‌نما (نام علمی: Notharctus) نام یک سرده از تیره خرس‌نمایان است.